# Qiānxī Mànbō
Qiānxī Mànbō (千禧曼波, comercialitzada internacionalment com Millenium Mambo) és una pel·lícula de drama romàntic taiwanesa del 2001 dirigida per Hou Hsiao-hsien.

## Trama
El personatge principal, Vicky, interpretada per l'actriu Shu Qi, narra des del 2011 sobre la seva vida 10 anys abans. Descriu la seva joventut i la història de la seva vida canviant al començament del nou mil·lenni. Treballa com a hostessa en un bar de moda. Vicky està dividida entre dos homes, Hao-Hao i Jack, i els seus viatges mostren el viatge paral·lel de la psique i com una noia tracta la seva joventut fugaç.

## Repartiment
| Actor               | Paper   |
| ------------------- | ------- |
| Shu Qi              | Vicky   |
| Jack Kao            | Jack    |
| Tuan Chun-hao       | Hao-Hao |
| Chen Yi-Hsuan       | Xuan    |
| Jun Takeuchi        | Jun     |
| Doze Niu            | Doze    |
| Jenny Tseng Yan Lei |         |
| Pauline Chan        |         |
| Huang Xiao Chu      |         |

Segons Maggie Cheung en la conferència de premsa per Desitjant estimar, ella i Tony Leung Chiu-wai van ser inicialment seleccionats per interpretar els papers principals de la pel·lícula.

## Premis i nominacions
- 54è Festival Internacional de Cinema de Canes[2]
  - Guanyadora: Gran Premi Tècnic (Tu Duu-Chih per al disseny de so)
  - Nominada: Palma d'Or
- Festival Internacional de Cinema de Chicago[3]
  - Guanyadora: Hugo de Plata (Hou Hsiao-hsien)
- Festival Internacional de Cinema de Gant
  - Guanyadora: Millor director (Hou Hsiao-hsien)
  - Nominada: Gran Premi
- Premis Golden Horse de Cinema[4]
  - Guanyadora: Millor fotografia (Pin Bing Lee)
  - Guanyadora: Millor banda sonora original (Lim Giong)
  - Guanyadora: Millors efectes de so (Tu Duu-Chih)